# Brian Myles
Brian Myles, né en 1973 à Trois-Rivières, est un journaliste canadien. Il a occupé pendant quatre ans la présidence de la Fédération professionnelle des journalistes du Québec. Après une carrière journalistique passée à couvrir les affaires municipales, policières et judiciaires au quotidien Le Devoir et après avoir enseigné le journalisme à l'École des médias de l'Université du Québec à Montréal, il a été nommé directeur du quotidien Le Devoir. En janvier 2016 il devient le 9e directeur du quotidien de la rue De Bleury.

## Biographie
Brian Myles est né à Trois-Rivières en 1973. Il étudie le journalisme à l'Université du Québec à Montréal (UQÀM), où il obtient un baccalauréat en communications (profil journalisme) en 1994. Il a également obtenu une maîtrise en communications de la même université en 2009. Au cours de ses études de premier cycle, il participe activement à la rédaction du journal étudiant Montréal Campus,.
À la fin de ses études, il est embauché par le quotidien Le Devoir, où il débute comme commis à la rédaction avant de se voir confier la couverture des affaires municipales, policières et judiciaires. À ce titre, il couvre plusieurs affaires judiciaires aux dimensions politiques comme la commission Gomery sur le scandale des commandites et la Commission Charbonneau, qui enquête sur les liens entre le financement des partis politiques et l'octroi de mandats de construction dans les administrations publiques du Québec.
En novembre 2009, il est élu à la présidence de la Fédération professionnelle des journalistes du Québec au terme de la première élection contestée à la présidence en 40 ans, face au chroniqueur François Cardinal, de La Presse. Son mandat a été marqué par la situation financière difficile de plusieurs médias. Sous sa direction, la FPJQ a aussi dénoncé le manque de transparence de plusieurs municipalités qui limitent le droit du public à l'information ou qui intimident des journalistes dans l'exercice de leurs fonctions.
Parallèlement à sa carrière de journaliste, Myles enseigne le journalisme à l'École des médias de l'UQAM à titre de chargé de cours depuis 2000. En mai 2015, il annonce sa démission du Devoir pour accepter un poste de professeur régulier à son alma mater. Il maintient néanmoins sa présence dans les médias en collaborant au magazine L'Actualité et à des émissions du Réseau de l'information.
Le 18 janvier 2016, Le Devoir annonce sa nomination à titre de 9e directeur du quotidien, en remplacement de Bernard Descôteaux, qui a annoncé sa retraite après avoir dirigé le journal depuis 1999. Lors de sa nomination Myles a déclaré : « Il n’est pas exagéré de dire que le directeur du Devoir accompagne, historiquement, les Québécois dans leur émancipation politique, sociale, économique, culturelle et linguistique. C’est un immense honneur d’avoir été choisi comme le nouveau gardien de cette tradition d’excellence qui se perpétue depuis maintenant 106 ans ».